# 最上義連
最上 義連（もがみ よしつら）は、幕末の交代寄合。江戸時代最後の最上家当主で、義光以降江戸幕府の役職についた当主（義智：高家、義実：大番頭）の中の数少ない一人であり、また勤皇家として活動した。

## 生涯
老中井上正春の五男として生まれる。安政4年（1857年）に最上義偆の養子となり最上家を継ぐ。文久3年（1863年）10月大番頭となり、大坂在番を務める。
元治元年（1864年）正月、従五位下・出羽守に叙任される。同年禁門の変では守衛の列に加わる。慶応2年（1866年）大番頭を辞し、名乗りを駿河守に改めた。同4年（1868年）上洛。戊辰戦争では官軍に資金や糧食を提供した。
戦後朝廷より会津松平家の役知の残米の取調の役を命じられる。同年5月に本領安堵。中太夫席。朝廷に軍資金1000両献上。
明治元年（1868年）9月、家中にあって家臣の文武修学を奨励し、明道館を創設する。
明治2年（1869年）12月、士族編入。駿河守廃称。名を五道と改める。同3年（1870年）正月、版籍奉還。永世禄150石を賜る。同年10月、京都府貫属士族となり、最上家が200年以上治めてきた近江国大森陣屋（現在の滋賀県東近江市）を離れる。
同年12月、御陵衛士を命ぜられる。同5年（1872年）8月、依頼免職。同年11月に隠居し、子の源五郎が家督を相続した。
隠居後は京都にて商売を営む。同22年（1889年）4月19日死去。享年53。